# Walk the Line
Walk the Line (prt: Walk the Line; bra: Johnny & June) é um filme estadunidense de 2005, do gênero drama biográfico-musical, dirigido por James Mangold, com roteiro de Gill Dennis e do próprio diretor baseado no livro autobiográfico de Johnny Cash (escrito com Patrick Carrna).

## Sinopse
O filme relata a vida do cantor Johnny Cash, desde sua infância com a morte de seu irmão mais velho, o tempo de serviço militar de Johnny,  seu casamento com Vivian e suas tentativas a principio infrutíferas de se tornar cantor em Memphis, a chegada do sucesso nas turnês com Elvis, Jerry Lee Lewis e June Carter e seu problema com as drogas. No entanto, o foco principal do filme é a relação de Johnny com a também cantora June Carter.

## Elenco
| Ator                  | Personagem            |
| --------------------- | --------------------- |
| Joaquin Phoenix       | Johnny Cash           |
| Reese Witherspoon     | June Carter Cash      |
| Ginnifer Goodwin      | Vivian Cash           |
| Robert Patrick        | Ray Cash              |
| Dallas Roberts        | Sam Phillips          |
| Dan John Miller       | Luther Perkins        |
| Larry Bagby           | Marshall Grant        |
| Shelby Lynne          | Carrie Cash           |
| Tyler Hilton          | Elvis Presley         |
| Waylon Payne          | Jerry Lee Lewis       |
| Shooter Jennings      | Waylon Jennings       |
| Sandra Ellis Lafferty | Maybelle Carter       |
| Dan Beene             | Ezra Carter           |
| Clay Steakley         | W.S. "Fluke" Holland  |
| Johnathan Rice        | Roy Orbison           |
| Johnny Holiday        | Carl Perkins          |
| Ridge Canipe          | jovem Johnny Cash     |
| Lucas Till            | jovem Jack Cash       |
| McGhee Monteith       | Reba Cash             |
| Carly Nahon           | jovem Reba Cash       |
| Wyatt Entrekin        | jovemTommy Cash       |
| Hailey Anne Nelson    | Rosanne Cash          |
| Clare Grant           | Audrey Parks          |
| Kerris Dorsey         | Kathleen "Kathy" Cash |

## Principais prêmios e indicações
| Prêmio             | Categoria                          | Recipiente                         | Resultado                    |
| ------------------ | ---------------------------------- | ---------------------------------- | ---------------------------- |
| Oscar 2006         | Melhor atriz                       | Reese Whiterspoon                  | Venceu                       |
| Oscar 2006         | Melhor ator                        | Joaquin Phoenix                    | Indicado                     |
| Oscar 2006         | Melhor som                         | Paul Urmson                        | Indicado                     |
| Oscar 2006         | Melhor edição                      | Mark Livolsi                       | Indicado                     |
| Oscar 2006         | Melhor figurino                    | Arianne Phillips                   | Indicado                     |
| Globo de Ouro 2006 | Melhor filme de comédia ou musical | Melhor filme de comédia ou musical | Venceu                       |
| Globo de Ouro 2006 | Melhor ator em comédia ou musical  | Joaquin Phoenix                    | Venceu                       |
| Globo de Ouro 2006 | Melhor atriz em comédia ou musical | Reese Whiterspoon                  | Indicado                     |
| BAFTA 2006         | Melhor atriz                       | Reese Whiterspoon                  | Venceu[carece de fontes?]    |
| BAFTA 2006         | Melhor som                         | Paul Urmson                        | Venceu[carece de fontes?]    |
| BAFTA 2006         | Melhor ator                        | Joaquin Phoenix                    | Indicado[carece de fontes?]  |
| BAFTA 2006         | Melhor trilha sonora               | Jónsi                              | Indicado[carece de fontes?]. |